# Altenau
L'ex città mineraria libera di Altenau fa parte di Bergstadt Altenau-Schulenberg nelle montagne dell'Alto Harz nella città di montagna e universitaria di Clausthal-Zellerfeld nel distretto di Goslar in Bassa Sassonia. Altenau è una località climatica approvata dallo stato nelle montagne dell'Alto Harz e ha ricevuto i diritti della città nel 1617.

## Posizione
Il posto è situato in posizione centrale nell'Alto Harz. Clausthal-Zellerfeld a ovest è a una decina di chilometri, Goslar a nord a circa 15 km e Osterode am Harz a sud-ovest a circa 25 km di distanza. Ad est della città di montagna, a dodici chilometri di distanza, si trova la vetta del Brocken, che può essere vista da molti punti di Altenau. L'Oker scorre attraverso Altenau da sud a nord. Ulteriori ruscelli sfociano nell'Oker nell'area urbana e danno ad Altenau un paesaggio urbano con numerose valli e colline. L'area è molto boscosa. In direzione nord l'ampia valle dell'Altenau è delimitata dal corso dello Schwarzenberg lungo il mercato fino alla fine del paese in direzione dell'Okertalsperre. A est, il comune nella zona della Kleine Oker è delimitato dalle pendici del Mühlenberg e del Kunstberg e da ovest dal Rothenberg. Il Bruchberg sorge a sud della città di montagna.

## Storia
Inizialmente sviluppato come insediamento forestale nel tardo Medioevo, il luogo acquisì importanza durante l'estrazione dell'Alto Harz (in particolare l'estrazione dell'argento). I primi coloni raggiunsero Altenau attraverso un vecchio burrone dalla direzione del Sösetal. Nel 1525 i cittadini di Altenau si unirono per formare una società di tiro. Una miniera chiamata Altenau è menzionata nel 1532 ed era in funzione fino al 1542. La città di montagna ha ricevuto la sua prima libertà di montagna nel 1554, ma questa è stata dichiarata valida solo nel 1636. Intorno al 1580 Altenau è stato nominato come una città di montagna composta da 20 case con circa 120 abitanti e un'acciaieria. I primi insediamenti nel villaggio appartenente al Principato di Grubenhagen furono in Rothenberger Strasse, vicino alla ferriera in quel momento e nella parte alta di Oberstrasse, dove dal 1540 si svolgeva l'estrazione mineraria sulle fosse dello Schatzkammergang. Nel 1561 il Tesoro, Güldene Schreibfeder e le fosse delle Rose erano già in funzione. Una prima chiesa fu costruita tra i due insediamenti nel 1588 su una terrazza sopra l'Okerschleife.
Nel 1603 Altenau aveva già 50 case e 350 residenti. Nel 1606 fu costruito il primo municipio insieme alla Silberhütte. Il 30 ottobre 1617, Altenau fu elevata al rango di città dal duca Cristiano di Lüneburg-Celle dopo una disputa legale tra il duca Enrico Giulio di Brunswick-Lüneburg e Cristiano. Nel 1618, un gran numero di miniere di Altenau gestite da investitori privati furono posti sotto la supervisione dell'autorità mineraria di Clausthals. 1620 mostra un elenco di proprietari di case 56 proprietari di case e 14 inquilini. Nel 1621 a Rothenberg fu allestita una ferriera, che produceva armi e tubi di ferro. Nello stesso anno fu emanato per la prima volta un regolamento di tiro.
Con l'assegnazione della carta della città, Altenau ha ricevuto anche la licenza di produzione della birra. Un birrificio municipale (birrificio) fu costruito nel 1622.
L'attuale chiesa di San Nicola fu costruita nel 1669 dopo che l'edificio precedente era diventato fatiscente e troppo piccolo.